# واندزورث

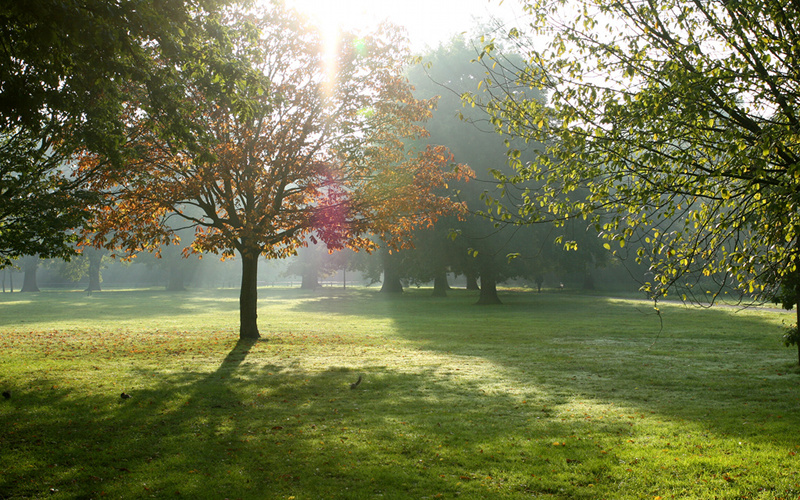
«توتينغ كومن»

واندزورث (بالإنجليزية: Wandsworth)‏ هو من قصبات لندن مسمى على اسم مركزه، يقع في غرب لندن، جنوب نهر التيمز في الجهة المقابلة لتشلسي، ويشتهر بمتنزه باترزي وسجن واندزورث الذي سجن فيه أوسكار وايلد.

## المواصلات

### الجسور
خمسة جسور تصل واندزورث إلى أحياء لندن الثلاثة على الجانب الشمالي من نهر التايمز:
- جسر تشيلسي
- جسر ألبرت
- جسر باترسي
- جسر واندسورث
- جسر بوتني

وهناك أيضا عدد من الجسور التي تعبر نهر واندل الذي يمر عبر وسط مدينة واندسورث ويقسم الحي إلى قسمين.

### محطات السكك الحديدية الوطنية
- تقاطع كلافام
- إيرلسفيلد
- بوتني
- باترسي بارك
- بالهام
- واندسورث كومون
- توتينغ (على الحدود مع لندن بورو من ميرتون)
- طريق كوينزتاون (باترسي)
- واندسورث تاون

### محطات مترو الأنفاق
على الخط الشمالي:
- كلابهام الجنوب
- بالهام
- توتينغ بيك
- توتينغ برودواي

على خط المقاطعة:
- شرق بوتني
- ساوثفيلدز

يتم تشغيل خدمات السكك الحديدية الوطنية من لندن واترلو بواسطة السكك الحديدية الجنوبية الغربية إلى إيرلسفيلد وبوتني وطريق كوينزتاون (باترسي) وواندسورث تاون وأكبر محطة في الحي، تقاطع كلافام. كما يتم خدمة هذه المحطة الأخيرة من لندن فيكتوريا من قبل الجنوب كما هي بالهام وباترسي بارك وواندسورث كومن.
خدمات لندن فوق الأرض تخدم أساسا تقاطع كلافام، الذي هو نهاية المحطة الجنوبية لخط غرب لندن التي لديها خدمات إلى ستراتفورد عبر بوش شيبرد. على الرغم من أن بعض القطارات تنتهي في نهاية خط غرب لندن الشمالية عند تقاطع ويلسدن. والمحطة الغربية لخط شرق لندن هي أيضا في تقاطع كلافام التي لديها خدمات إلى هايبري وإسلينغتون عبر الدنمارك هيل. وهناك أيضا قطار واحد محدود يوميا «خدمة القطار البرلماني» الذي ينتهي في باترسي بارك بدلا من تقاطع كلافام.
يتم توفير خدمات مترو أنفاق لندن على خط ديستريكت إلى شرق بوتني وساوثفيلدز وعلى الخط الشمالي إلى بالهام وكلافام ساوث وتيتينغ بيك وتي تينغ برودواي.

## سجن واندوورث
بني سجن واندسوورث عام 1851، وهو سجن للرجال من الفئة «ب». إنه أكبر سجن في لندن وواحد من أكبر السجون في أوروبا، بسعة مماثلة لسجن ليفربول.

## الكنائس
«اول سينتس» هي كنيسة أبرشية واندسوورث الأصلية، ويعود تاريخها إلى القرن الثاني عشر، على الرغم من أن المبنى الحالي يعود في الغالب إلى القرن الثامن عشر.  تم بناء كنائس سانت آن والثالوث المقدس في القرن التاسع عشر لاستيعاب عدد متزايد من السكان.

## جغرافية المكان
الآن، تتواجد منطقة الرصيف السابق على واجهة النهر بمجمعات سكنية جديدة، مع العديد من المطاعم.  تشمل الحانات البارزة «شب إن» و «ووترفرونت»، على الجانب الغربي والشرقي من جسر واندزوورث على التوالي.[بحاجة لمصدر]
يعد «تونليس / طريق يورك القديم» منطقة سكنية في «وندزوورث» القديمة بالقرب من النهر ووسط المدينة، وقد سميت بهذا الاسم لأن العديد من أسماء الشوارع تحتوي على كلمة "Tonsley".  إنه يشعر بالقرية مع وجود المقاهي والمتاجر في طريق يورك القديم في وسطه.  تضم المنطقة ثلاث اماكن بارزة: «رويال ستاندرد» و«إيست هيل» وألما. ويقدم مطعم «براديز فش» السمك والبطاطا التقليدية.  تم استخدام المنطقة مؤخرًا كموقع لمسلسل "BBC TV Outnumbere".
يهيمن على شارع «واندسوورث هاي ستريت» مركز التسوق ساوثسايد المجدد والسينما والمطعم (المعروف سابقًا باسم مركز أرندال).  خلف مركز التسوق، وبعد مجرى نهر «واندل» باتجاه إيرلسفيلد وجنوباً إلى ويمبلدون، يوجد منتزه «كينج جورج».

## الأماكن

### الحدائق والمساحات المفتوحة
واندزورث مسؤولة عن ثلاثة مساحات مفتوحة:
- باترسيا بارك
- واندسورث كومون
- توتينغ كومنز – منفصلة تاريخيا، ولكن مجاورة، توتينغ بيك المشتركة وتوتينغ غرافيني المشتركة

هذه المساحات الخضراء الكبيرة الثلاثة جنبا إلى جنب مع مجموعة من الحدائق الصغيرة والملاعب (مثل واندسورث بارك) مراقبة من قبل شرطة الحدائق الخاصة بمجلس واندسورث المعروفة من عام 1984 إلى عام 2012 باسم شرطة حدائق واندسورث. واعتبارا من نيسان/أبريل 2012، تم استبدال فريق شرطة الحدائق المؤلف من 23 ضابطا بدائرة شرطة أحداث واندسورث الأصغر حجما للعمل مع فريق من 12 من ضباط شرطة العاصمة. واعتُبر هذا النظام غير ناجح، وفي عام 2015، تم تغيير اسم "WEPS" إلى شرطة المتنزهات والأحداث في واندسورث (WPEP) وعادت إلى مستويات التوظيف الكاملة من 33 من ضباط الشرطة وضباط الدعم.
أيضا، ضمن حدود الحي يقع بوتني هيث وجزء من بوتني السفلى المشتركة، والتي تدار كجزء من ويمبلدون المشتركة، والجانب الغربي من كلافام المشتركة، التي تدار من قبل حي لندن لامبث.

### المسارح
- مركز باترسي للفنون
- المسرح 503
- مسرح بوتني للفنون
- مسرح تارا للفنون

### المحليات
- بلهام (بالإنجليزية: Balham)‏
- باترسي (بالإنجليزية: Battersea)‏
- إيرلسفيلد (بالإنجليزية: Earlsfield)‏
- فورزداون (بالإنجليزية: Furzedown)‏
- ناين إلمز (بالإنجليزية: Nine Elms)‏
- بوتني (بالإنجليزية: Putney)‏
- بوتني هيث (بالإنجليزية: Putney Heath)‏
- بوتني فالي (بالإنجليزية: Putney Vale)‏
- رويهامبتون (بالإنجليزية: Roehampton)‏
- ساوثفيلدز (بالإنجليزية: Southfields)‏
- حديقة ستريثام (بالإنجليزية: Streatham Park)‏
- سمرستاون (بالإنجليزية: Summerstown)‏
- توتينغ (بالإنجليزية: Tooting)‏
- توتينغ بيك / توتينغ العليا (بالإنجليزية: Tooting Bec/Upper Tooting)‏
- واندسورث (بالإنجليزية: West Hill)‏
- ويست هيل (بالإنجليزية: Piccadilly Circus)‏

### المساجد
تضم هذه المنطقة أيضا - منذ فرارهم من الباكستان في الثمانينات - المقر العالمي للفرع الأصلي لجماعة الأحمدية القاديانية «مسجد الفضل».

### مناطق الرمز البريدي
SW4 (جزء)، SW8 (جزء)، SW11 (الكل)، SW12 (جزء)، SW15 (جزء)، SW16 (جزء)، SW17 (جزء)، SW18 (جزء)، SW19 (جزء)

## أعلام
- روبرت ليندساي
- روث سانغر
- روبن بيلي
- آرثر ستيفنز
- كيم توماس
- دون كوكل
- جون روبرتسون
- هاري روبرتسون
- جاك باركر
- إميلي جين فايفر